# Кроненберг (Лаутереккен)
Кроненберг (нем. Cronenberg) — община в Германии, в земле Рейнланд-Пфальц.
Входит в состав района Кузель. Подчиняется управлению Лаутереккен. Население составляет 140 человек (на 31 декабря 2010 года). Занимает площадь 2,65 км².